# Breklum Sogn
Breklum Sogn (på tysk Kirchspiel Breklum) er et sogn i det vestlige Sydslesvig, tidligere i Nørre Gøs Herred (≈ Bredsted Landskab, Bredsted Amt, indtil 1785 under Flensborg Amt), nu i kommunerne Almtorp, Breklum, Folsted, Høgel, Lilholm, Strukum, Sønnesbøl og delvis Hatsted Marsk (Ellerbøl) i Nordfrislands Kreds i delstaten Slesvig-Holsten. 
I Breklum Sogn findes flg. stednavne:
- Almtorp (også: Almtrup, Almdorf)
- Almtorp Marsk
- Borsbøl (Borsbüll)
- Breklum
- Breklumkog
- Ellerbøl (delt i Lille og Store Ellerbøl, Ellerbüll)
- Fesholm (Fehsholm)
- Folsted (Vollstedt)
- Høgel (Högel)
- Knasterholmkro
- Luxborg (Luxburg)
- Lytjenholm, i dag Lilholm (Lütjenholm)
- Mirebøl (Mirebüll)
- Møgelbjerg (Megelberg, også Mögelberg)
- Ridderup (Riddorf)
- Strukum (delt i Nørre og Sønder Strukum, Struckum)
- Sønnesbøl (også Sønnebøl, Sönnebüll)
- Valsbøl (Wallsbüll)[1]
- Valsbølkog
- Vindert